# Xanthostege
Xanthostege är ett släkte av fjärilar. Xanthostege ingår i familjen Crambidae.
Kladogram enligt Catalogue of Life:
| Xanthostege | \| \| Xanthostege plana \| \| \| \| \| \| Xanthostege roseiterminalis \| \| \| \| |
|             | \| \| Xanthostege plana \| \| \| \| \| \| Xanthostege roseiterminalis \| \| \| \| |
|             | Xanthostege plana                                                                 |
|             |                                                                                   |
|             | Xanthostege roseiterminalis                                                       |
|             |                                                                                   |